# Der Tod des Teemeisters
Der Tod des Teemeisters (Originaltitel: 本覺坊遺文 Honkakubô ibun deutsch: Die Erzählung des Honkakubô) ist ein Roman von Inoue Yasushi. Er erschien erstmals im Jahre 1981.

## Inhalt
Es handelt sich um einen Bildungs- und Tagebuchroman, der aus sechs Kapiteln und einer Nachbemerkung besteht. Protagonist ist der Mönch Honkakubô aus dem Tempel Mii-dera, der um die Wende vom 16. zum 17. Jahrhundert lebt. Er ist ein Schüler Sen no Rikyūs und möchte dessen neue Form des Teewegs verbreiten, die die Pflicht zur Schlichtheit (Wabi-Cha), lebenslanger Meisterschaft und zu einer untadeligen Lebensweise, die auch den Freitod durch Seppuku miteinschließt, vermitteln. Honkakubô ist selbst Gast und Gastgeber mehrerer Teezeremonien, dabei beobachtet er genau die Ausstattung der Teehäuser, besonders der Tokonoma sowie der Raku-Teeschalen und erlebt, dass auch andere Teemeister bereit waren zu sterben. Während dieser Zeit erscheint ihm Rikyû mehrmals im Traume und führt mit ihm Gespräche. Die wahren Umstände von Rikyus Tod klären sich für ihn mehr und mehr auf, am Ende muss er allerdings einsehen: „[Die Welt der Teezeremonie] ist eine Welt, zu der ich, Honkakubô, keinen Zutritt habe.“

## Kritik
„Der Schreibstil Inoues folgt dem Teestil Rikyus. Rein und unverziert. Kühl und harmonisch. Eine karge, scheinbar unvollkommene Ästhetik. Eine Prosa, die betört gerade weil sie angeblich nicht betören will.“

„Aber Inoue schreibt keine Drehbücher. Leise und zurückhaltend klingt denn auch der Titel im Original: ‚Honkakubô ibun‘, ‚Honkakubôs Vermächtnis‘. Kein historisches Spektakel, sein Vermächtnis eröffnet vielmehr den Tiefenraum einer sich hartnäckig entziehenden Geschichte, deren Unergründlichkeit allen Vergewisserungsversuchen widersteht.“

## Verfilmungen
Der Roman wurde 1989 von Kei Kumai unter dem Titel Der Tod eines Teemeisters verfilmt.